# Dziennik 1954
Dziennik 1954 – książka autorstwa Leopolda Tyrmanda, obejmująca jego zapiski z pierwszych trzech miesięcy roku 1954.

## Historia powstania i wydania
Dziennik powstał ponad pół roku po tym, gdy Tyrmand stracił pracę w Tygodniku Powszechnym – wraz z całą redakcją – za odmowę publikacji nekrologu Stalina w wersji podyktowanej przez władze. Został wtedy, podobnie jak inni pracownicy Tygodnika obłożony nieoficjalnym zakazem druku. Utrzymywał się z przypadkowych zajęć: korepetycji, pisania reklam i sprzedaży własnych opowiadań na scenariusze filmowe. 
Zapiski prowadzone były niemal codziennie w dniach 1 stycznia – 2 kwietnia 1954 i zajmowały 800 stron. Ostatni akapit urywa się w połowie zdania, Tyrmand wyjaśniał to po latach: Ostatniego wieczoru, zmęczony pisaniem, jak zdarzało się często, urwałem zdanie zamierzając nazajutrz do niego wrócić. Lecz już nie wróciłem. Następnego dnia "Czytelnik" zaoferował mi kontrakt na napisanie "Złego". Z początku zamierzałem kontynuować dziennik, lecz mijały dni, nagle wypełnione odmienną sytuacją i wymaganiami.
W 1956 Tygodnik Powszechny opublikował fragment dziennika. Po emigracji w 1965 Tyrmand dziennik zdeponował w redakcji paryskiej Kultury, odebrał go po czterech latach.
Ponowne redagowanie swoich zapisków rozpoczął Tyrmand w 1973. Fragmenty opublikowane zostały przez londyński periodyk Wiadomości w latach 1974–1978. Pierwsze wydanie książkowe ukazało się w Londynie w 1980 nakładem Polonia Book Fund. Wstęp do pierwszego wydania zawierał zdanie: niniejsza książka zawiera całość dziennika, nie naruszoną przez względy edytorskie, rozterki moralne, polityczne konieczności, towarzyskie koncesje. Tymczasem na okładce znajdowało się zdjęcie rękopisu, na którym tekst był niezgodny z treścią książki. Zwracano też uwagę na kalki z języka angielskiego i niezręczności stylu. Wielu rozmówców Mariusza Urbanka (autora książki Zły Tyrmand) było przekonanych że książka powstała niemal w całości w Stanach Zjednoczonych. Z kolei "Literatura Polska 1939-91" określa publikację jako apokryf.
Dopiero w 1999 ukazała się wersja oryginalna Dziennika w oparciu o notatki udostępnione przez żonę Tyrmanda i przechowywane na uniwersytecie Stanforda.

## Treść dziennika
Dziennik prowadzony jest w oparciu o codzienne zdarzenia, są one jednak punktem wyjścia do kilku rodzajów rozważań. Tyrmand analizuje swoją osobę, swoje życie i podjęte decyzje, najwięcej miejsca poświęca analizie Polski okresu stalinizmu, w której wówczas żył. 
Tyrmand, choć deklaruje się jako zdecydowany antykomunista, nie podejmuje z komunizmem polemiki politycznej czy ideologicznej. Józef Hen zauważył: w Dzienniku nie ma ani słowa o wywózkach, procesach, Tito, Korei, szpiegach, torturach więziennych. Czasami autor wypowiada się wręcz pozytywnie, np. o Leninie.  Krytyka panującego w Polsce ustroju dotyczy jego aspektów cywilizacyjnych i estetycznych. Np. w kilku miejscach Tyrmand narzeka na panujący w Warszawie brud. 
Dziennik zawiera wiele krytyki personalnej dotyczącej zarówno znajomych Tyrmanda (często ukrytych pod inicjałami), jak i osób publicznych. Krytykuje przede wszystkim postawę moralną twórców, którzy jego zdaniem wysługiwali się państwu. Tyrmand podejmuje też polemikę na temat twórczości Hemingwaya z Zygmuntem Kałużyńskim. Szczegółowo opisuje swoje dyskusje z przyjacielem Stefanem Kisielewskim. W całym dzienniku pojawia się ponad 570 nazwisk, w tym osób, które wtedy dopiero zaczynały być znane np. Stanisław Lem, Zbigniew Herbert, Jan Lenica, Julia Hartwig.
Liczne są opisy perypetii miłosnych i seksualnych Tyrmanda. Autor związany wówczas z osiemnastoletnią dziewczyną (w pierwszym wydaniu nosiła imię Bogna, w wersji oryginalnej Krystyna), wraca również do poprzednich znajomości. Wiele z sytuacji opisanych w Dzienniku Tyrmand wykorzystał potem w powieściach Zły oraz Życie towarzyskie i uczuciowe.
Zmiany redakcyjne w pierwszym wydaniu polegały na poprawieniu wizerunku Tyrmanda w taki sposób, by pasował do tego, który tworzył w latach 70. Pisarzowi zależało na pokazaniu niezmienności jego poglądów przez wiele lat: Ten dziennik, pisany w pełni wieku męskiego, zaś odczytywany na nowo u schyłku wieku średniego, daje mi poczucie wierności samemu sobie – co zawsze wydawało mi się godne pożądania i wyrzeczeń.. Poprawki w latach 70. polegały też na dopracowaniu i wzbogaceniu niektórych opisów, np. narady Związku Literatów Polskich.
Jak zauważa biograf, Henryk Dasko, Dziennik 1954 odgrywać miał istotną rolę w autokreacji legendy Tyrmanda, jako niezależnego i niezłomnego twórcy.

## Wydania
- pierwsze emigracyjne: Polonia Book Fund, Londyn 1980
- pierwsze krajowe (oficjalne): Res Publica, 1989, ISBN 83-7046-008-9 (niektóre teksty, np. wypowiedzi nt. przywódców ZSRR zostały usunięte przez cenzurę).
- wersja oryginalna w opracowaniu i z przedmową Henryka Daski
  - Tenten, 1995, ISBN 83-86628-04-9
  - Prószyński&S-ka, Warszawa 1999, ISBN 83-7255-238-X (II wydanie)
- tłumaczenie wydania z 1980 r. na angielski: Diary 1954, Northwestern University Press, Chicago, 2014, ISBN 978-0-8101-2951-1 (tłumacze: Anita K. Shelton i A. J. Wrobel)